# Xã Muddy Creek, Quận Butler, Pennsylvania
Xã Muddy Creek (tiếng Anh: Muddy Creek Township) là một xã thuộc quận Butler, tiểu bang Pennsylvania, Hoa Kỳ. Năm 2010, dân số của xã này là 2.254 người.